# Tepito
Tepito is een wijk in Mexico-Stad. Het is gelegen in de gemeente Cuauhtémoc, even ten noorden van het Historisch Centrum.
In Mexico-Stad staat de plaats bekend als een gevaarlijke en criminele buurt. Er opereren verschillende bendes en op de markten in de wijk worden voornamelijk gestolen of anderszins illegale waren verkocht. Uit Tepito zijn verschillende bekende boksers en worstelaars afkomstig. Ook de voetballer Cuauhtémoc Blanco, de acteur Cantinflas en de zangeressen María de Lourdes en Paquita la del Barrio hebben in Tepito gewoond.
In maart 2007 werden er bij een grote politieoverval grote hoeveelheden illegale goederen in beslag genomen, werden straatverkopers uit de buurt verdreven en werden verschillende drugspanden onteigend.

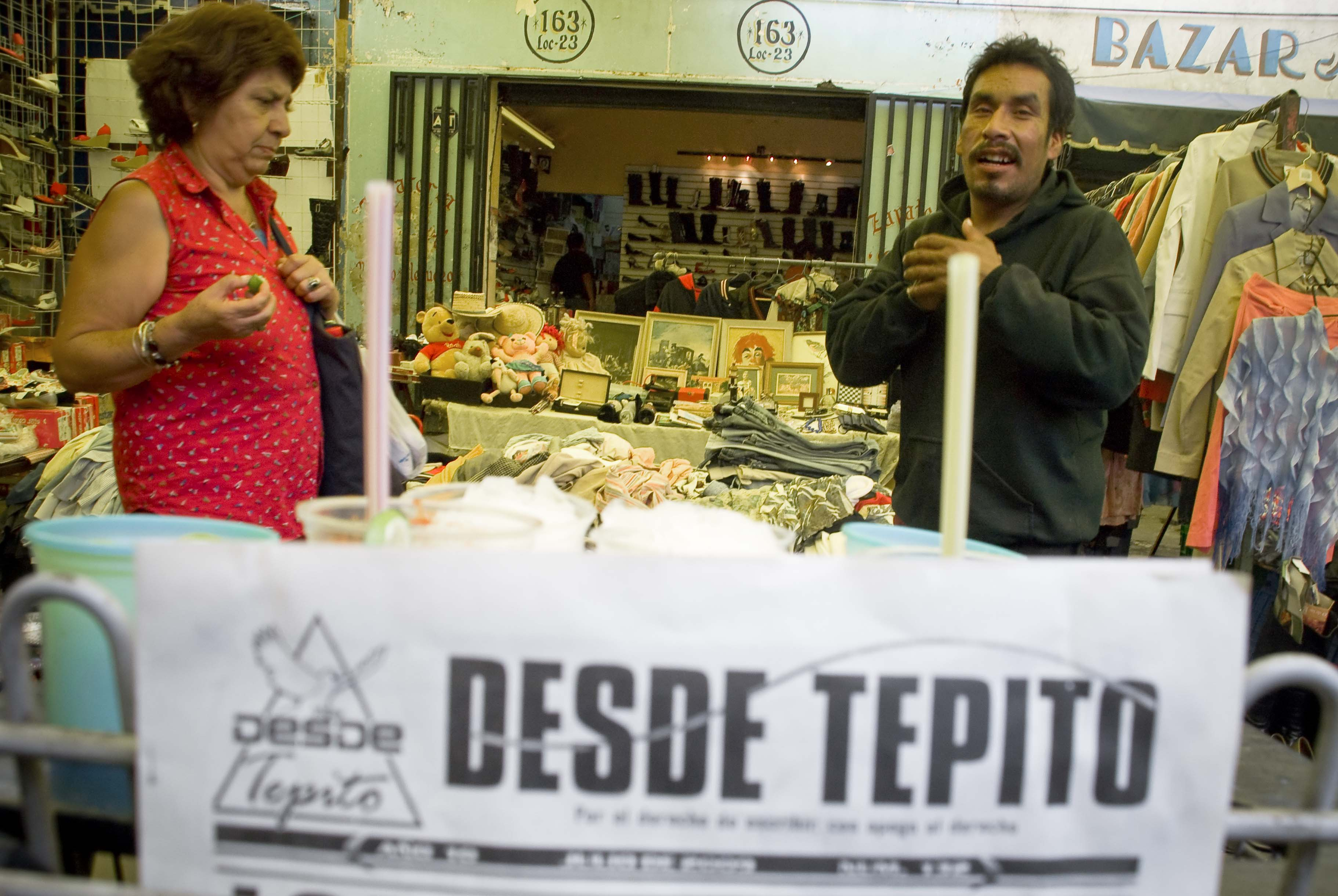
Foto uit Tepito
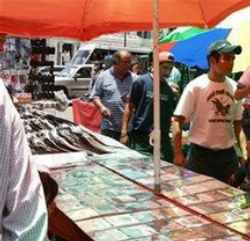
Verkoper van illegale cd's